# Zwarte Zusters van de H. Augustinus
De Congregatie van de Zwarte Zusters van de H. Augustinus, ook wel cellezusters, celzusters, zwartzusters of zusters alexianen genoemd, is een rooms-katholieke begijnenorde die in de veertiende eeuw is ontstaan in de Zuidelijke Nederlanden. De hiertoe behorende gemeenschappen werden tot de religieuze congregaties gerekend.

## Geschiedenis
De orde is verwant met de cellebroeders en grauwzusters. Ze ontstond uit de armoedebeweging in het Rijnland en verspreidde zich in de 14de eeuw over de Nederlanden. 
De zwartzusters leefden naar de regel van Augustinus. Hun dagen werden bepaald door gezamenlijk gebed en praktische werken. Alle stichtingen van de zwartzusters waren congregaties naar bisschoppelijk recht. In 1458 verleende een bul van paus Pius II hen het recht zich te organiseren als reguliere kanunnikessen van Augustinus. Hun voornaamste bezigheid was ziekenzorg, in het bijzonder van pestlijders. Doordat ze als eersten ambulante zorg deden, behoorden ze tot de zeldzame vrouwenorden die niet aan de pauselijke clausuur gebonden waren.
Vanaf de 19e eeuw ontwikkelden de kloosters van de zwartzusters zich tot echte ziekenhuizen. Ze zijn de stichters van onder andere het Onze-Lieve-Vrouwziekenhuis te Aalst en het Sint-Franciscus Xaveriusziekenhuis in Brugge.
Zoals bij de benedictinessen waren ook de kloosters van de zwartzusters oorspronkelijk zelfstandig. Pas met de toeloop van nieuwe intredes in de 19e eeuw, clusterden verschillende kloosters samen tot congregaties en kwam het tot de stichting van dochtervestigingen. Vanaf de 60'er jaren liep het aantal roepingen sterk terug. Vele huizen keken tegen sluiting aan. Zijn nog actief in België:
- Aalst – zwartzusters
- Antwerpen – zwartzusters
- Asse – zwartzusters augustinessen
- Belle – soeurs de Notre-Dame du Fief
- Brugge – zwartzusters
- Gent – zwartzusters augustinessen
- Halle – augustinessen zwartzusters
- Ieper – zwartzusters
- Lier – zwartzusters
- Rupelmonde – augustinessen zwartzusters
- Sint-Truiden – zwartzusters
- Bengadi – zusters augustinessen

## Vroegere kloosters en congregaties
- Zwartzusters Amersfoort
- Zwartzusters Amsterdam
- Zwartzusterklooster Brussel
- Zwartzusters Dendermonde
- Zwartzusters Diksmuide
- Zwartzusters Doornik
- Zwartzusters Duinkerke
- Zwartzusters Edingen
- Zwartzusters Goes
- Zwartzusters Lessen
- Zwartzusterklooster Leuven
- Zwartzusters Mechelen
- Zwartzusters Middelburg
- Zwartzusters Bergen
- Zwartzusters Oostende
- Zwartzusters Oudenaarde
- Zwartzusters Pamele
- Zwartzusters Reimerswaal
- Zwartzusters Ronse
- Zwartzusters Veurne
- Zwartzusters Zierikzee